# Newgrounds
Њуграундс (енг. Newgrounds) је компанија и веб страница за забаву коју је основао Том Фулп 1995. године. На њој се налази садржај који је направљен од стране интернет корисника, као што су игре, филмови, аудио и уметничка дела. Фулп производи интерни садржај у седишту и канцеларијама у Гленсајду, Пенсилванија.
Током 2000-их и 2010-их година, Њуграундс је имао важну улогу у култури Интернета, а посебно у интернет анимацији и независним видео играма. Називају га ,,изразитим временом у историји игара“, местом „где су многи аниматори и програмери секли зубе и стекли пратњу дуго пре него што су друштвени медији уопште посталајали“, и „рај за неговање великана интернет анимације“.

## Историја
1991. године, када је имао 13 година, Том Фулп је покренуо Нео Џио фанзин под називом Њу Граунд и послао издања за отприлике 100 чланова клуба који потичу из онлајн сервиса Продиџи. Користећи услугу хостинга, покренуо је веб страницу под називом Њу Граунд Римикс 1995. године, која је порасла у популарности током лета 1996. након што је Фулп створио ББС игрице Клаб а Сил и Асасин док је био студент на Универзитету Дрексел. Затим је направио Клаб а Сил 2 и Асасин 2, заједно са засебним хостинг сајтом под називом Њу Граунд Атомикс. Издање Пикове Школе из 1999. године, веб игра на платформи Флеш која је „изложила сложеност дизајна и углађености у презентацији која је била готово невиђена у развоју аматерских Флеш игара“, је у том времену помогла да се Њуграундс успостави као „јавна сила“.
1999. године је такође дошло до консолидације оба сајта у један домен (newgrounds.com) и креирања Портала, места на сајту на којем је Фулп поставио своје Флеш пројекте који су били мањи и недовршени. Посетиоци сајта су почели да се обраћају путем е-поште са сопственим Флеш садржајем који нису имали где да ставе на мрежи, а њима је ручно дата веб страница на сајту на Порталу да прикажу свој садржај. До 2000. године, било је толико пријава на Порталу да би слање Флеш садржаја на Портал постало аутоматизован процес уз помоћ Фулповог пријатеља Роса. Том је изјавио да је аутоматизовани портал „на крају дефинисао сврху Њуграундса“.
Док је Макромидија Флеш Плејер био неопходан за играње игрица на Њуграундсу, сајт је такође окупљао чланове који су били заинтересовани за производњу Флеш игара и као резултат тога стекли „значајан утицај на мрежи“. Касније је постала једна од „најактивнијих заједница Флеш девелопера на интернету на енглеском језику“ и служила је као место где су програмери игара могли да започну своју каријеру. Њуграундс је једном описао Флеш као „покретачку силу“ која стоји иза сајта. Чак и тако, они на сајту су имали „ниску толеранцију за лош квалитет рада“, углавном се односећи на хумор и приповедање уместо на квалитет анимације. Неки аниматори на сајту су се преселили на YouTube средином 2000-их година.
Новембра 2008, Њуграундс је имао преко 1,5 милиона корисника и преко 130.000 анимација. Овај број се повећао до августа 2010. године, када је објављено да сајт има преко 2,2 милиона корисника и преко 180.000 игара и анимираних филмова, од којих су већину чиниле анимације које је направила само једна особа, док су друге заједно направиле различите особе. Такође је 2013. речено да су корисници направили „стотине хиљада анимираних филмова и онлајн игрица“.
Тајм је ову веб страницу сврстао на 39. место на својој листи „50 најбољих веб страница“ 2010. године.
2018. године, Њуграундс је почео да подстиче сараднике да шаљу своје игре у ХТМЛ5 формату, а не у Флеш-у. У новембру и децембру је доживео пораст нових чланова пореклом са Тамблра када је тај сајт почео да ограничава садржај за одрасле након што је на њему пронађена илегална дечија порнографија, што је резултирало уклањање Тамблр апликације са App Store-а.
У априлу 2021. године, ажурирање за веб игру Friday Night Funkin' је ексклузивно објављено на Њуграундсу у то време, што је довело до преоптерећења сервера сајта након превеликог саобраћаја на сајту.
У јулу 2021. године, Фулп је добио награду Гејм Девелопер Чоис Авардс Пионир Авард за развојне програмере за свој допринос успостављању Њуграундса и каснијем раду у Бехемоф-у.
Септембра 2023. уведено је ажурирање Уметничког Портала сајта, имплементирањем у постојећи систем пројекта за анимацију, игре и аудио, као и додавање могућности коришћења захвалнице за више аутора на уметничким поднесцима и додавање подршке за више уметности у форматима Инлајн, Стрип или Галерија.
Марта 2024. године, систем пријављивања сајта је ажуриран како би корисницима омогућио да пријаве садржај који је претежно генерисан вештачком интелигенцијом (AI).

## Такође посетити
- Интернет уметност
- Историја интернета
- Листа сајтова за видео-игре